# 克罗切菲耶斯基
克罗切菲耶斯基（義大利語：Crocefieschi），是意大利热那亚省的一个市镇。总面积11.6平方公里，人口567人，人口密度48.9人/平方公里（2009年）。ISTAT代码为010020。